# آوانتیکا ونداناپو
آوانتیکا وانداناپو، که گاهی وقت هابه سادگی به عنوان آوانتیکا نام برده می‌شود، (زاده ح. 2004) بازیگر و رقصنده آمریکایی است. وی افزون بر تبلیغات در بسیاری از فیلم هندی، عمدتاً به زبان تلوگو، کار نمود. در تاریخ۲۰۲۱، وی در فیلم اسپین اصلی کانال دیزنی بازی کرد. وی همچنین دومین برنده نمایش واقعیت تلویزیونی زی رقص هند رقص لیل مسترز آمریکای شمالی بود.

## اوایل زندگی
وانداناپو در یک خانواده ای تلوگو در سانفرانسیسکو، کالیفرنیا متولد شد. خانواده وی در اصل اهل حیدرآباد در تلانگانا هند بودندکه به ایالات متحده مهاجرت نمودند. او در تئاتر کنسرواتوار آمریکا کتب‌های نمایشنامه گذراند.

## حرفه
در سال ۲۰۱۴، وانداناپودر رقص هند رقص لیل مسترز (نسخه آمریکای شمالی) جایگاه دوم را دریافت نمود.
وانداناپو در تاریخ ۲۰۱۵ وارد سینمای تلوگو شد و برای ۲ فیلم قرارداد امضا نمود. وی برای نقش آفرینی در نقش چوتیکی در ۱۴ سرگرمی قرقره کریشنا گادیداستان عشق چیست منتخب شد که در فوریه ۲۰۱۶ انتشارشد. با این حال، به دلیل تداخل‌های زمان‌بندی، او نتوانست فیلم را ادامه دهد. وانداناپو رسماً به اسم یک کودک هنرمند در برهموتساوام با نقش آفرینی ماهش بابو، کاجال آگاروال، سامانتا و پرانیتا سوبهاش که فیلمبرداری آن در ۱۶ سپتامبر ۲۰۱۵ آغاز شد، شروع به کار کرد. وی سپس در فیلم همه ما ساخته چاندرا شکریلتی ظاهر شد. بعداً برای پریمام با بازی ناگا چایتانیا و شروتی حسن قرارداد امضا کرد که در آن او نسخه جوان‌تر مدونا سباستین را به نقش می‌کشد.
در تاریخ۲۰۲۱، وانداناپو نقش واقعی (اصلی) رئا کومار را در فیلم اسپین اصلی کانال دیزنی نقش آفرینی نمود که در آن میرا سیال، آبهای دئول، آریان سیمهادری، مایکل بیشاپ، جهبریل کوک، آنا کاتکارت و کری مددرز ایفای بازی نمودند.

## فیلم‌شناسی

### به عنوان بازیگر
| سال  | فیلم                           | نقش               | زبان    | یادداشت              |        |
| ---- | ------------------------------ | ----------------- | ------- | -------------------- | ------ |
| ۲۰۱۶ | جشن بزرگ                       | پسر عموی بابو     | تلوگو   |                      |        |
| ۲۰۱۶ | مانامانتا                      | سواتی             | تلوگو   |                      |        |
| ۲۰۱۶ | پرمام                          | سیندوی جوان       | تلوگو   |                      |        |
| ۲۰۱۷ | مسیر عشق                       | بهرامارامبای جوان | تلوگو   |                      |        |
| ۲۰۱۷ | بالاکریشنودو                   | عاده جوان         | تلوگو   |                      |        |
| ۲۰۱۷ | اکسیژن                         | آوانتیکا          | تلوگو   |                      |        |
| ۲۰۱۸ | اگنیااتاواسی                   | دختر سمپات        | تلوگو   |                      |        |
| ۲۰۲۰ | میرا، کارآگاه سلطنتی           | کامالا            | انگلیسی | نقش صدای تکرارشونده  |        |
| ۲۰۲۰ | دفتر خاطرات یک رئیس‌جمهور آینده | مونیکا            | انگلیسی | نقش تکراری (فصل اول) |        |
| ۲۰۲۱ | چرخش                           | رئا کومار         | انگلیسی | نقش اصلی             | [ ۱۰ ] |
| ۲۰۲۱ | بومیکا                         | بومیکا            | تامیل   | اولین تامیل          | [ ۱۱ ] |
| ۲۰۲۲ | سال ارشد                       | جانت              | انگلیسی |                      | [ ۱۲ ] |
| ۲۰۲۴ | دختران بدجنس                   | کارن شتی          | انگلیسی |                      |        |

### سلسله
- دفتر خاطرات یک رئیس‌جمهور آینده
- میرا، کارآگاه سلطنتی